# Gerichtsbezirk Donaustadt
Der Gerichtsbezirk Donaustadt ist ein dem Bezirksgericht Donaustadt unterstehender Gerichtsbezirk in Wien. Der Gerichtsbezirk wurde 1985/86 durch Abtrennung vom Gerichtsbezirk Floridsdorf geschaffen und umfasst den gesamten 22. Wiener Gemeindebezirk Donaustadt.

## Geschichte
Die Gebiete des heutigen Gemeindebezirks Donaustadt war ursprünglich Teil des niederösterreichischen Gerichtsbezirks Großenzersdorf. Auch nach der Eingemeindung weiter Gebiete Niederösterreichs zu Groß-Wien im Zuge der nationalsozialistischen Verwaltungsänderung blieben die heutigen Teile der Donaustadt Teil des Gerichtsbezirks Großenzersdorf.
Im Zuge der endgültigen Eingemeindung des Bezirks 1954 wurde die neue Bezirksfläche des 22. Wiener Gemeindebezirks vom Gerichtsbezirk Großenzersdorf abgetrennt und per 1. Jänner 1955 dem Gerichtsbezirk Floridsdorf zugeschlagen. 1985 legte die Bundesregierung die Errichtung des Bezirksgerichtes Donaustadt fest, womit die Donaustadt vom Gerichtsbezirk Floridsdorf abgetrennt und zu einem eigenen Gerichtsbezirk erhoben wurde. Donaustadt ist heute der flächenmäßig größte Gerichtsbezirk der Bundeshauptstadt Wien und besitzt österreichweit die einzige gerichtliche Auktionshalle.